# Лахад, Антуан
Антуан Лахад (араб. أنطوان لحد‎; 1927, Эль-Кваттара — 10 сентября 2015, Булонь-Бийанкур) — ливанский военный и правохристианский политик, командующий Армией Южного Ливана после Саада Хаддада в 1984—2000 годах. Военно-политический союзник Израиля. Был приговорён в Ливане к смертной казни. С 2000 года — политэмигрант.

## Военный и политик
Родился в маронитской семье одного из сёл района Шуф (Горный Ливан). В 1952 окончил ливанскую военную академию. В 1972—1973 проходил военную стажировку во Франции. Служил в военной разведке. Имел воинское звание генерал-майора.
Политически Антуан Лахад придерживался правохристианских антикоммунистических взглядов. Ориентировался на Национал-либеральную партию (НЛП), был личным другом основателя НЛП бывшего президента Ливана Камиля Шамуна. Выступал против ООП и палестинского присутствия в Ливане, за контакты и сотрудничество с Израилем, прежде всего ЦАХАЛ.
Во время ливанской гражданской войны Антуан Лахад выступал на стороне правохристианского блока. Он старался сохранять союз правохристиан с сирийцами против ООП и коммунистов, но при этом ориентировался на сотрудничество с Израилем и был противником движения Амаль.

## Командование в Южном Ливане
В 1984 году, после смерти Саада Хаддада, Камиль Шамун рекомендовал Антуану Лахаду возглавить Армию Южного Ливана (АЮЛ). Проведя основательные консультации, генерал Лахад согласился.
Антуан Лахад переформировал АЮЛ в три полка — христианский, шиитский и друзский. В целом он продолжал политику противоборства с ООП и другими палестинскими группировками, которую проводил Хаддад. Но постепенно на первый план выходили иные противники — сирийские оккупанты, Амаль, затем исламистская Хезболла.
17 ноября 1988 года на А. Лахада было совершено покушение. Активистка Ливанской компартии Соуха Бешара познакомилась с женой Лахада и внедрилась в его семью под видом инструктора по аэробике. Вечером, дождавшись Лахада за чаем, Бешара трижды выстрелила в него (трижды ранила), после чего была схвачена охраной. Лахад выжил, но два месяца провёл в больнице. Его левая рука осталась парализованной.
Продолжал и социальное обустройство территории, контролируемой АЮЛ (в частности, активное строительство больниц). Он косвенно участвовал и в общеливанской политике, сохраняя связи с бейрутскими политическими кругами.
Весной 2000 года израильское правительство Эхуда Барака приняло решение об уходе из Южного Ливана. Это кардинально меняло соотношение сил — АЮЛ не могла в одиночку противостоять таким противникам, как «Хезболла» и Сирия. Лахад рассчитывал продолжить сопротивление силами правохристианских формирований, но для этого ему требовались от Израиля финансирование, материально-техническое снабжение и помощь в лечении раненых. Правительство Барака не дало на это согласия. Боевики АЮЛ, в том числе Антуан Лахад вынуждены были покинуть Ливан.

## Выступления в эмиграции
Первоначально Антуан Лахад поселился во Франции, затем перебрался в Израиль. Занимался бизнесом, владел рестораном в Тель-Авиве. Выступал с политическими заявлениями, призывал активно противостоять терроризму «Хезболла», жёстко осуждал сирийскую оккупацию Ливана. Обвинял сирийские спецслужбе в убийствах ливанских политиков, в том числе Пьера Амина Жмайеля.
Лахад публично выражал симпатии к израильскому народу и государству, особенно положительно он оценивал деятельность Ариэля Шарона (отношение к Эхуду Бараку гораздо сдержаннее, вплоть до упрёков в отступничестве). Позитивно отзывался также о Махмуде Аббасе.
В 2004 году израильское издательство Едиот ахронот выпустило на иврите биографию Антуана Лахада В центре бури. Пятьдесят лет в ливанских конфликтах.
Антуан Лахад с энтузиазмом встретил Кедровую революцию, но она не изменила его положения. Сам он объяснял это сохранением сирийского политического контроля над Ливаном. Ливанская юстиция обвиняла Лахада в государственной измене, шпионаже и убийствах. В мае 2014 г. ливанский суд заочно приговорил Лахада к смертной казни.
Скончался Анутан Лахад от сердечного приступа во время поездки во Францию.

## Семья и личность
Антуан Лахад был женат, имел двоих детей.

Жизнь ливанского генерала Антуана Лахада была полна парадоксов. Он считал себя ливанским патриотом, но сотрудничал с противником, за что был заочно приговорён ливанским судом к смертной казни. Военный по профессии, он занимался политикой. Добрый человек с хорошими манерами, он мог быть грубым и жестоким.